# Goodbye Morocco
Pour plus de détails, voir Fiche technique et Distribution.
Goodbye Morocco est un film français de Nadir Moknèche réalisé en 2011-2012, sorti en France le 13 février 2013.

## Synopsis
Tanger, Maroc. Malgré la réprobation de sa mère et de son fidèle chauffeur Ali, Dounia a divorcé pour vivre son amour avec Dimitri, l'architecte serbe du chantier de construction dont elle gère le personnel. Elle souffre profondément d'être séparée de son jeune fils. Elle sait pourtant que cette relation avec un non musulman et le fait d'avoir quitté son mari ne lui laissent aucune chance légale d'en récupérer la garde.
Quand Gabriel, un des ouvriers sans papiers du chantier découvre un tunnel qui mène vers d'anciennes catacombes chrétiennes, Dounia entrevoit la possibilité de reprendre son fils et de quitter le Maroc.

## Fiche technique
- Réalisateur : Nadir Moknèche
- Scénariste : Nadir Moknèche
- Producteur : Bertrand Gore et Nathalie Mesuret
- Musique originale : Pierre Bastaroli
- Directeur de la photographie : Hélène Louvart
- Ingénieur du son : Marc Engels
- Monteurs : Stéphanie Mahet, Olivier Gourlay
- Chef décorateur : Johann George
- Société de production : Blue Monday Productions
- Date de sortie : 13 février 2013

## Distribution
- Lubna Azabal : Dounia Abdallah
- Faouzi Bensaïdi : Ali
- Rasha Bukvic : Dimitri Barbarossa
- Grégory Gadebois : Fersen, le gérant du cinéma Le Rif
- Abbes Zahmani : Mourad, le conservateur du musée
- Anne Coesens : Isabelle, l'experte
- Ralph Amoussou : Gabriel, l'ouvrier nigérian
- Malika El-Omari : la mère de Dounia
- Amal Essaqr : la journaliste

## Production
- Le tournage s'est déroulé à Tanger, Casablanca et Lyon (Intérieurs catacombes) à l'automne 2011[1].

## Autour du film
- La fresque au cœur de l'histoire représente une orante, une femme dans une attitude de prière.

## Distinction
Goodbye Morocco a été sélectionné au festival de Doha Tribeca (Doha Tribeca Film Festival) en 2012 où il a reçu la mention spéciale dans la catégorie meilleur film.